# Atlasova vzpoura
Atlasova vzpoura, věrněji originálu Atlas pozdvihl rameny (Atlas Shrugged), je román spisovatelky a americké filozofky Ayn Randové. Vyšel poprvé v roce 1957. Do češtiny byl přeložen a vydán v roce 2014. Jde o antiutopický a filozofický román s prvky sci-fi, detektivní literatury, tajemna a romance.

## Popis
Ayn Randová psala tento román jako živé dílo představující filosofický směr objektivismus příběhem. Hlavním mottem této filosofie je „Člověk je člověk“, tedy „1 je 1“. Celá kniha je vyjádřením obdivu k tvůrčímu duchu člověka, úctě ke svobodě a respektu k druhým. Celé vyprávění je zasazeno do kontextu dějů kolem železniční společnosti Taggart Transcontinental. Řeší témata fungování společnosti jak z pohledu politiky, sociologie, náboženství, filosofie, tak i role vědy a techniky a její důležitosti pro život na Zemi.
Příběh se rozvíjí ve Spojených státech, kdy prominentní a úspěšní byznysmeni opouštějí své majetky a mizí beze stopy ze společnosti v reakci na agresivní a rostoucí regulace ze strany státu, které vedou postupně ke kolapsu životně důležitých odvětví hospodářství. Název knihy odkazuje na Atlase, Titána popsaného v novele jako „velikána, který přikrčený drží svět na ramenou“. Na název knihy se odkazuje i v textu, např. v rozhovoru mezi Franciskem d'Anconiou a Hankem Reardenem, ve kterém se d'Anconia ptá Hanka, jakou radu by dal Atlasovi, když vidí, že: „přes sebevětší úsilí a Titanovu snahu se svět stává stále těžší a tlačí ho čím dál tím víc k zemi“. Hank neví, co odpovědět, a d'Anconia tedy odpoví za něj: „pokrčí rameny“.
Nosným tématem románu je „role lidského rozumu a jeho význam pro existenci člověka“. Kniha otevírá řadu filosofických témat, na jejichž základě pak byla postavena celá filosofie objektivismu. Je to filosofie, která hájí důležitost rozumu, svobody konání, tvorby, individualismu, kritického myšlení a síly tvůrčích osobností, uznává principy laissez-faire kapitalismu jako rozumného ekonomického uspořádání a upozorňuje na rizika státních regulací a k čemu až mohou vést. V románě je hlavní osou střet dvou hlavních skupin lidí: té, co tvoří a vymýšlí, a té, co na druhých parazituje a přemýšlí, jak se přiživit díky regulativním „vyhláškám“, zákonům a dotacím.

## Postavy
- hlavní charakterní postavy: Dagny Taggart, Eddie Willers,Henry "Hank" Rearden, Francisco d'Anconia
- přátelé Johna Galta: Hugh Akston – filosof, Richard Haley – skladatel, Ragnar Danneskjöld - pirát
- úspěšní a tvůrčí podnikatelé: Lawrence Hammond, Kenneth Dannager
- taky-podnikatelé „parazité“: Orren Boyle, James Taggart a Paul Larkin
- antagonisté „závistivci“: Lillian Rearden, Dr. Floyd Ferris, Dr. Robert Stadler, Wesley Mouch
- intelektuálové „zoufalci“: Balph Eubank a Bertram Scudder.

Dle článku v americkém periodiku USA Today je Atlas Shrugged druhou nejinspirativnější knihou v USA po Bibli. Toto vyhodnocení proběhlo na základě průzkumu mezi 5000 členy čtenářského klubu knihovny amerického kongresu. Kniha obhajuje svobodomyslný tvůrčí kapitalismus s prvky objektivismu proti projevům lidské iracionality a vládního etatismu.

## Filmy
Dle této knihy byly také natočeny tři filmy:
- Atlas Shrugged Part I: Rearden Steel
- Atlas Shrugged Part II: d'Anconia Copper
- Atlas Shrugged Part III: Galt's Gulch

Celá trilogie vyšla také v roce 2014 v rámci Atlas Shrugged Trilogy Box Set: Special Edition Blu-Ray a byla obratem vyprodána.[zdroj?]